# A védenc
A védenc (eredeti cím: The Protégé) 2021-ben bemutatott amerikai akció-thriller film, amelyet Richard Wenk forgatókönyvéből Martin Campbell rendezett. A főszerepet Michael Keaton, Maggie Q és Samuel L. Jackson alakítja. A mellékszereplők között szerepel Patrick Malahide, David Rintoul, Ori Pfeffer, Ray Fearon, Caroline Loncq és Robert Patrick.
A filmet az Amerikai Egyesült Államokban 2021. augusztus 20-án mutatta be a Lions Gate Entertainment, Magyarországon szeptember 16-án volt látható a Prorom Entertainment Kft. forgalmazásában. Általánosságban vegyes véleményeket kapott a kritikusoktól, és mindössze 8 millió dolláros bevételt ért el.

## Rövid történet
A gyerekként megmentett Anna a világ legképzettebb bérgyilkosa. Amikor nevelőapját brutálisan megölik, Anna bosszút esküszik.

## Cselekmény
Anna Vietnamban él, még gyerek. A szeme láttára lemészárolják a családját, de Anna megöli a tetteseket. Ezután elbújik egy szekrényben és Moody, a bérgyilkos talál rá, aki magához veszi az elveszett kislányt. 30 évvel később Anna és Moody együtt dolgoznak, mint bérgyilkosok, jó a hírnevük, nagy volumenű munkákat csinálnak. Anna a szabadidejében könyvesboltot vezet, Moody pedig élvezi az életet. Aztán Moody megkéri Annát, hogy keressen meg valakit a szénakazalban, nem sokkal később Anna holtan találja Moody-t, a férfit a saját kádjában ölték meg, a golyóktól felismerhetetlen lett. Anna nem viseli jól a mentora elvesztését, ezért bosszút esküszik.

## Szereplők
| Szerep                        | Színész           | Magyar hang   |
| ----------------------------- | ----------------- | ------------- |
| Anna Dutton                   | Maggie Q          | Schell Judit  |
| Moody Dutton, Anna nevelőapja | Samuel L. Jackson | Gáti Oszkár   |
| Michael Rembrandt             | Michael Keaton    | Csankó Zoltán |
| Billy Boy, Moody haverja      | Robert Patrick    | Sörös Sándor  |
| Vohl                          | Patrick Malahide  |               |
| Edward Hayes                  | David Rintoul     |               |
| Athens                        | Ori Pfeffer       |               |
| Duquet                        | Ray Fearon        |               |
| Claudia                       | Caroline Loncg    |               |
| Ram                           | Caroline Loncg    |               |
| Vali                          | George Piștereanu |               |

## Filmkészítés
2017 októberében jelentették be, hogy Gong Li csatlakozott az akkor még Ana címet viselő film szereplőgárdájához, amelyet Martin Campbell rendezett Richard Wenk forgatókönyvéből. 2019 novemberében bejelentették, hogy Michael Keaton, Samuel L. Jackson és Maggie Q is csatlakozott a filmhez.
A forgatás 2020 januárjában kezdődött The Asset címmel. A felvételek Bukarestben, Londonban és Đà Nẵngban zajlottak.

## Bemutató
A film 2021. augusztus 20-án került a mozikba a Lionsgate forgalmazásában. Korábban a tervezett bemutatója 2021. április 23-án lett volna.

## Kritikai fogadtatás
A Rotten Tomatoes filmkritikusai 61%-ra értékelték 110 vélemény alapján.

## Fordítás
- Ez a szócikk részben vagy egészben  a   The Protégé című angol Wikipédia-szócikk fordításán alapul.  Az eredeti cikk szerkesztőit annak laptörténete sorolja fel. Ez a jelzés csupán a megfogalmazás eredetét és a szerzői jogokat jelzi, nem szolgál a cikkben szereplő információk forrásmegjelöléseként.